# Phil Shulman
Pour les articles homonymes, voir Shulman.
Phil Shulman (né Philip Arthur Shulman le 27 août 1937 à Glasgow, Écosse) était un musicien multi-instrumentiste, membre du groupe Gentle Giant de 1970 de 1972. Il participa aux albums Gentle Giant, Acquiring the Taste, Three Friends et Octopus. Il est le plus âgé des frères Shulman. Avant de joindre Gentle Giant, il a joué avec Simon Dupree and the Big Sound, avec ses frères Derek et Ray Shulman, même si au départ il en était le manager, il intégra la formation. Un multi-instrumentiste, il a joué le saxophone alto et ténor, la flûte, la clarinette, la trompette, la violoncelle, le mellophone, le piano, les percussions et le chant. Après avoir quitté Gentle Giant, Phil repris sa carrière d'enseignant, interrompue pour pouvoir jouer et tourner avec le groupe. 